# Ergy Landau
Ergy Landau, nata Erzsébet Erzsi Landau, (Budapest, 19 giugno 1896 – Parigi, 6 giugno 1967) è stata una fotografa francese di origini ungheresi.

## Biografia
Si ha notizia che Landau si formò fotograficamente presso lo studio di Olga Máté a Budapest nel 1918, quindi studiò a Vienna con Franz Xaver Setzer ed infine a Berlino con Rudolf Dührkoop nel 1919. Nel 1921 espose per la prima volta le sue opere a Budapest.
In questo periodo seguì la tradizione del pittorialismo e strinse amicizia con László Moholy-Nagy, di cui farà il ritratto, e con sua moglie Lucia Moholy.
Nel 1922, a causa della svolta autoritaria di Miklós Horthy, dopo il rovesciamento del governo di Béla Kun, decise di emigrare a Parigi dove aprì il proprio studio fotografico nel 1923. Fu qui che cambiò il proprio nome da Erzsi a Ergy, vivendo soprattutto come ritrattista. Famosi saranno i suoi ritratti, tra gli altri, di Antoine Bourdelle, Thomas Mann, Elsa Triolet, Paul Valéry.
Ha lavorato con una Rolleiflex ed il suo primo periodo è stato influenzato dal pittorialismo prima di incontrare le nuove tenedenze della Neues Sehen. Le fotografie pubblicitarie e le sue immagini della città, realizzate per lo più negli anni Venti le procurarono un grande successo, così come i suoi nudi femminili con luci nitide, dotati di plasticità, che apparivano regolarmente su varie riviste. Si era inoltre specializzata in foto di bambini.
In merito al nudo femminile le sue immagini avevano variegate possibilità: dai teneri e soffusi nudi della famosa modella ucraina Assia Granatouroff, musa di molti pittori e fotografi, a quelli sensuali con vari ed elaborati effetti di luce oppure quelli realizzati all'aperto presso fiumi, boschi o ambienti quotidiani. Culto del corpo e naturismo che in quell'epoca erano in voga.
Ebbe come assistenti le connazionali Nora Dumas dal 1929 e nel 1932 Ylla.
Nel 1930 prese parte alla mostra internazionale collettiva Das Lichtbild a Monaco di Baviera con Florence Henri, René Zuber, Germaine Krull, Nora Dumas e François Kollar.
Charles Rado fondò nel 1933, assieme ad alcuni rifugiati ungheresi l'agenzia di stampa fotografica Rapho, tra cui Dumas, Landau, Ylla e Brassaï. Fu chiusa durante la seconda guerra mondiale ma riaperta subito dopo, cui aderirono anche giovani fotografi come Robert Doisneau Willy Ronis, Sabine Weiss. La riapertura fu grazie soprattutto a Raymond Grosset (1911-2000) che ha diretto l'agenzia dal 1946 al 1997.
Nel 1954 decise di fare un viaggio in Cina e Mongolia insieme allo scrittore Pierre Gascar che pubblicherà in volume a Losanna.